# John T. Walton
John Thomas Walton (Newport, Arkansas; 8 de octubre de 1946-Jackson, Wyoming; 27 de junio de 2005) fue un empresario y multimillonario estadounidense.
Fue el segundo hijo y heredero de Sam Walton y Helen Robson Walton, fundadores de Wal Mart, la mayor cadena de supermercados del mundo. Tuvo 2 hermanos, Samuel Robson Walton (1944) y James Carr Walton (1948), así como una hermana, Alice L. Walton (1949). Contrajo matrimonio con Christy Walton, quien más tarde sería la heredera de su fortuna, y con quien tuvo un hijo, Luke. John T. Walton fue al College de Wooster.
Desde 1992 fue miembro del consejo de administración de la empresa. Compaginó este puesto con el de director ejecutivo de la empresa de capital de riesgo True North Partners. Además, dedicó parte de su tiempo a la fundación de la empresa, "Walton Family Foundation", que destinara millones de dólares para los niños más desfavorecidos.
Walton fue uno de los hombres más ricos de los Estados Unidos, y según la revista Forbes, Christy Walton poseía la cuarta fortuna en los Estados Unidos y décima en el mundo.
Walton estuvo durante la Guerra de Vietnam en la unidad de élite "Boinas Verdes" y fue condecorado con la Estrella de Plata. Más tarde trabajó en la construcción de botes y roció los campos agrícolas con un avión agrario.
Walton falleció en Jackson el 27 de junio de 2005 al caer el avión ultraligero que él mismo construyó a pesar de su experiencia como piloto. La causa del accidente no se clarificó.